# Otaki
Otaki – miasto w Nowej Zelandii. Położone w południowo-zachodniej części Wyspy Północnej, w regionie Wellington, 5325 mieszkańców. (dane szacunkowe – styczeń 2010).